# Emile Van Dorenmuseum

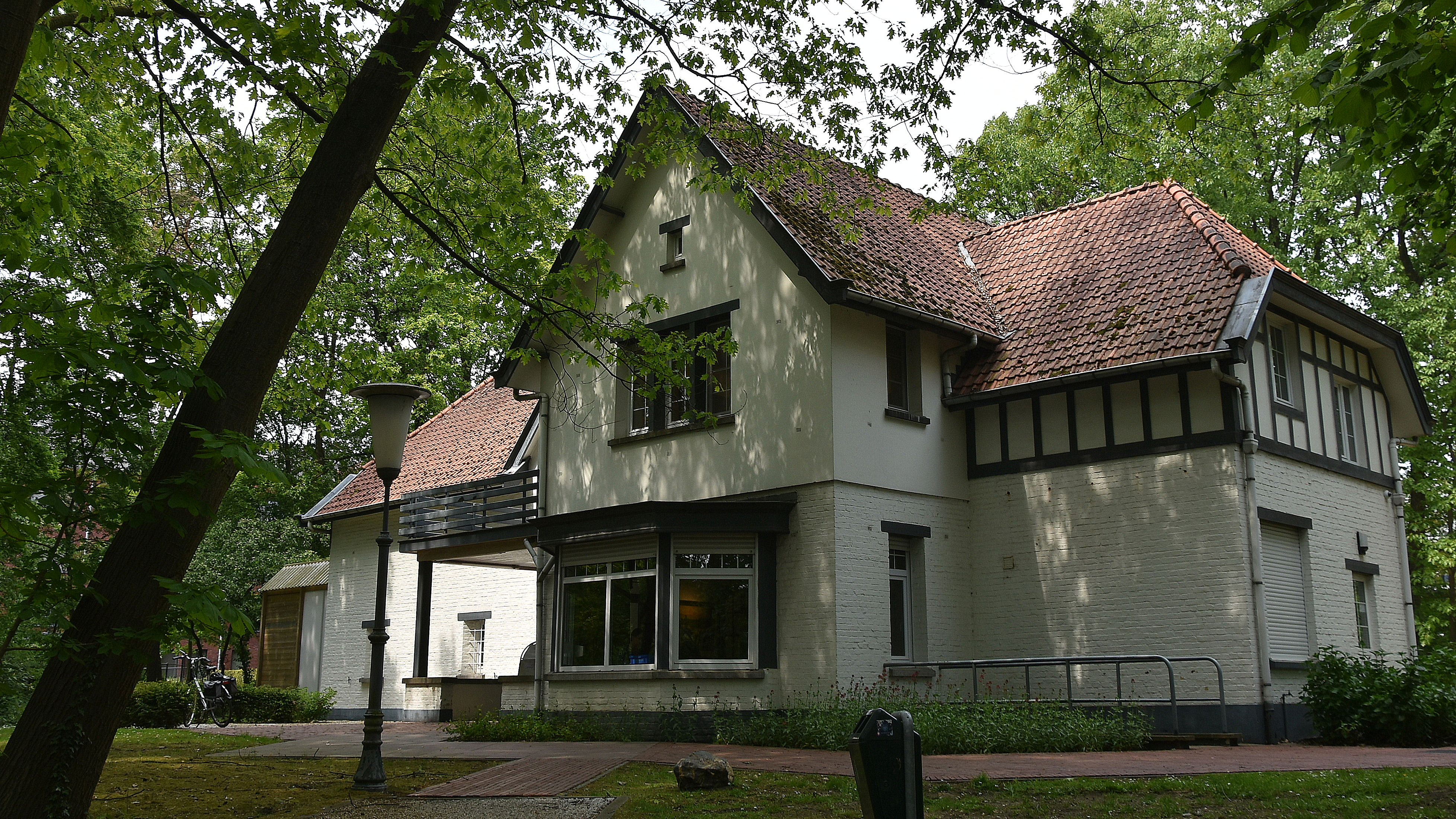
Het Emile Van Dorenmuseum

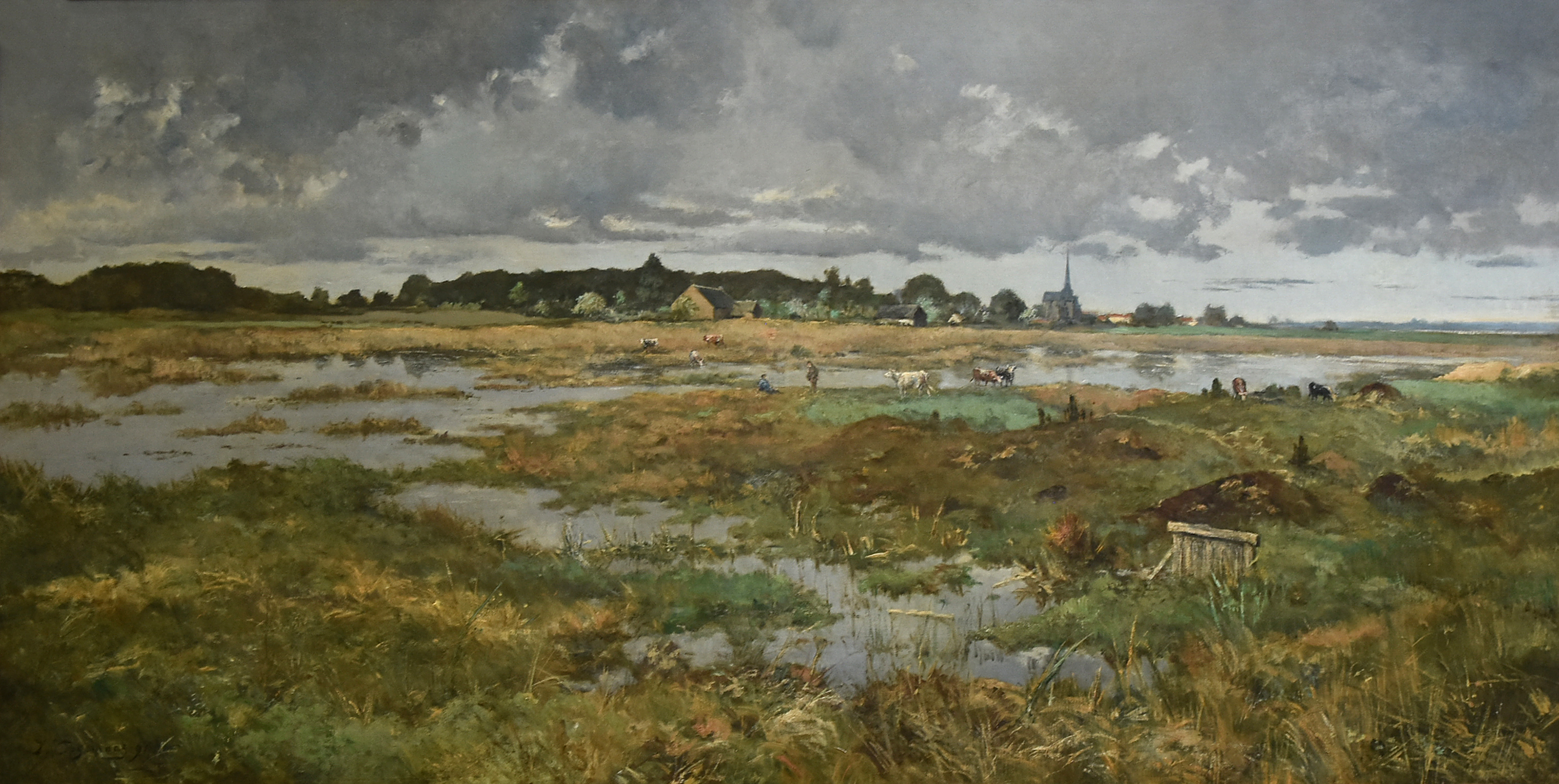
Joseph Coosemans - Moeras in Genk (1891) - olieverf op doek - collectie Emile Van Dorenmuseum

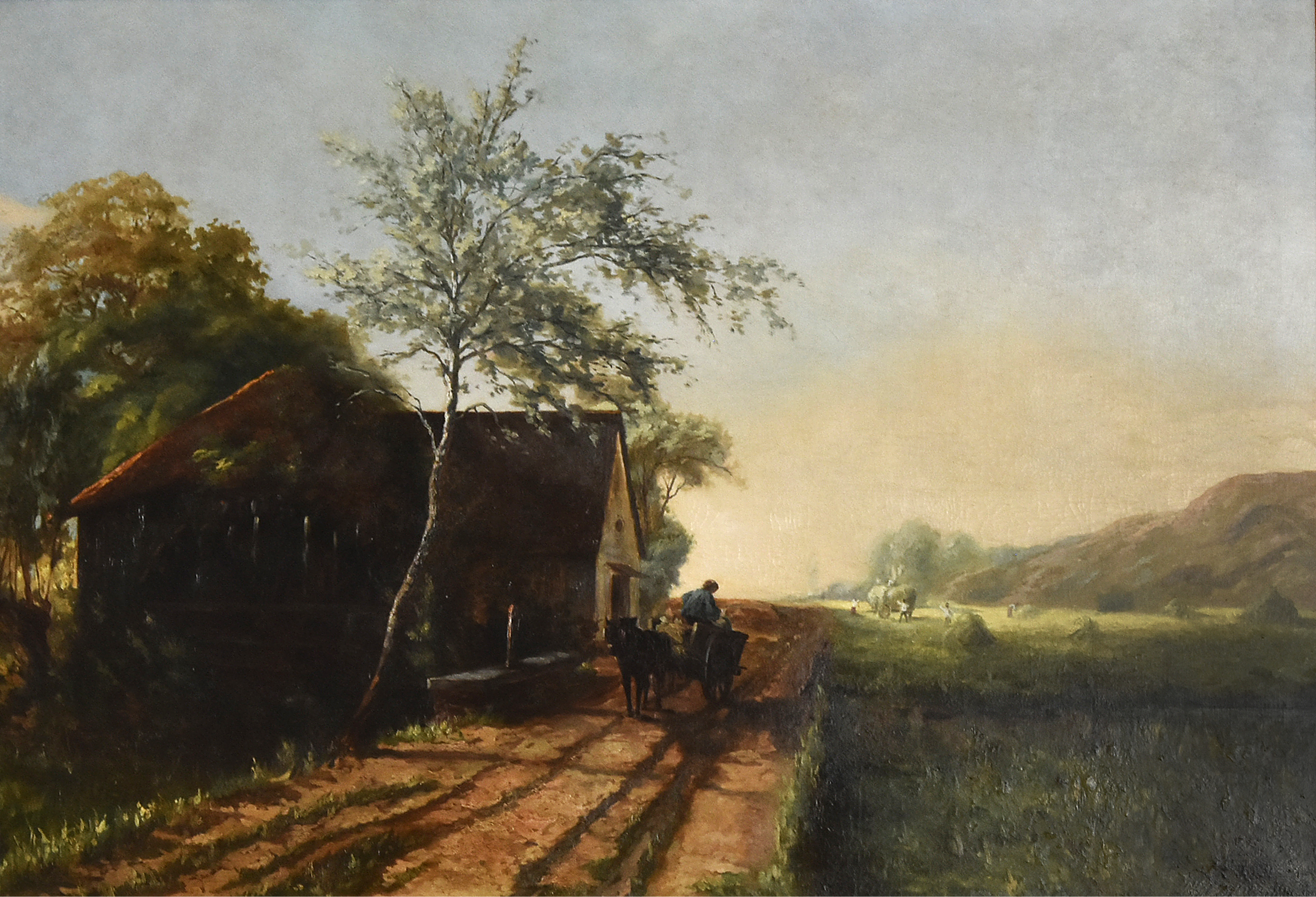
Molen in Genck door Léon Becker - Emile Van Dorenmuseum

Het Emile Van Dorenmuseum te Genk herbergt te midden het originele interieur van villa Le Coin Perdu een grote collectie landschapsschilderijen van de Brusselse kunstenaar Emile Van Doren (1865–1949) en andere landschapsschilders die tot de zogenaamde Genkse School gerekend worden.

## Emile Van Doren (1865–1949)
Het museum is ondergebracht in de voormalige woning Le Coin Perdu van landschapsschilder Emile Van Doren. Afkomstig uit Brussel arriveerde hij rond 1890 in Genk. Genk was sinds de jaren 1840 uitgegroeid tot een waar kunstenaarsdorp. Het bijzondere landschap, gekenmerkt door zijn uitgestrekte, eindeloze heidegronden, afgewisseld met moerasgebieden en spiegelende vijvers, inspireerden vele honderden kunstenaars van over heel België en ver daarbuiten. Aanvankelijk moeizaam bereikbaar kreeg het Kempendorp door de komst van de trein in 1874 een ware boost en groeide het uit tot een van de meest geliefde kunstenaarsoorden van België.

## Het museum
Het verhaal van het Emile Van Dorenmuseum begint in 1913, wanneer Emile Van Doren en zijn echtgenote Cidonie Raikem, die op dat moment nog Hôtel des Artistes in het centrum van Genk uitbaatten, net buiten het centrum van Genk een villa bouwen. De villa in Engelse cottagestijl, mogelijk naar een ontwerp van architect Adrien Blomme (1878–1940), keek uit op de Genkse Molenvijvers – een zicht dat op vele doeken van Van Doren vereeuwigd werd. De villa kreeg de toepasselijke naam 'Le Coin Perdu'. Van Doren zou tot aan zijn dood in 1949 aan de Verloren Kostweg (nu Henri Decleenestraat) blijven wonen en werken.
In 1956, bij het overlijden van Fanny Van Doren, diens enige dochter, kwam de villa met volledige inboedel in handen van de stad Genk. Fanny drukte in haar testament uitdrukkelijk de wens uit dat aan de villa van haar vader een culturele bestemming gegeven moest worden. In 1976 werd de villa dan ook ingehuldigd als Stedelijk Museum en Cultuurhuis Emile Van Doren, wat tot op de dag van vandaag zo is. Het museum herbergt een aanzienlijke collectie schilderijen van de meester van het Kempenlandschap. Het voormalige woonhuis is ingericht met de oorspronkelijke meubelen van de landschapsschilder. Het atelier is eveneens te bezichtigen, met nog steeds een aantal onafgewerkte doeken op de schildersezel.
Het museum vertelt het verrassende verhaal van het oude Genck, waar landschapsschilders sinds het midden van de negentiende eeuw verliefd werden op de spiegelende vijvers en glooiende heides. Tal van landschapsschilderijen, in het authentieke kader van een kunstenaarswoning, tonen een ongezien mooi en groen Genk van honderd jaar geleden. De landschapsschilders die Genk bezochten vanaf het midden van de jaren 1840 worden vaak verzameld onder de naam de Genkse School.
Het museum vertelt niet enkel het verhaal van Emile Van Doren, maar toont ook werken van onder andere Joseph Coosemans (1828–1904), Edmond De Schampheleer (1824–1899), Alphonse Asselbergs (1839–1916), Léon Becker (1826–1909), Isidore Verheyden (1846–1905), François Roffiaen (1820–1898), François-Joseph Halkett (1856–1921), Ludovic Janssen (1888–1954), Emile Van Doren (1865–1949), Herman Richir (1866–1942), Alfons De Clercq (1868–1945), Edmond Verstraeten (1870–1956), Armand Maclot (1877–1959), Joseph De Mey (1873–1903), Florimond van Caillie, Charles Wellens (1889–1958), Elinor Barnard (1872–1949), en Willy Minders (1913–1977).
Geïnspireerd op het historische verhaal van het kunstenaarsoord dat Genk in de periode 1840–1940 was, onderneemt het Emile Van Dorenmuseum de zoektocht naar de betekenis van landschap en kunst vandaag, o.a. in hun residentiewerking. Het huidige landschap van Genk, zowel groenste centrumstad als derde industriestad van Vlaanderen, en de omliggende regio vormt hiervoor de basis.
Het museum varieert regelmatig in zijn vaste opstelling en de tijdelijke tentoonstellingen verdiepen het verhaal van het museum en de landschapschildertraditie van Genk in de periode 1840–1940, vaak in dialoog met hedendaagse kunst.
Het museum is open op donderdag-, vrijdag-, zaterdag- en zondagnamiddag (behalve feestdagen) of op afspraak. De toegang is gratis.